# Radonvilliers
Radonvilliers – miejscowość i gmina we Francji, w regionie Grand Est, w departamencie Aube.
Według danych na rok 1990 gminę zamieszkiwało 370 osób, a gęstość zaludnienia wynosiła 16 osób/km².

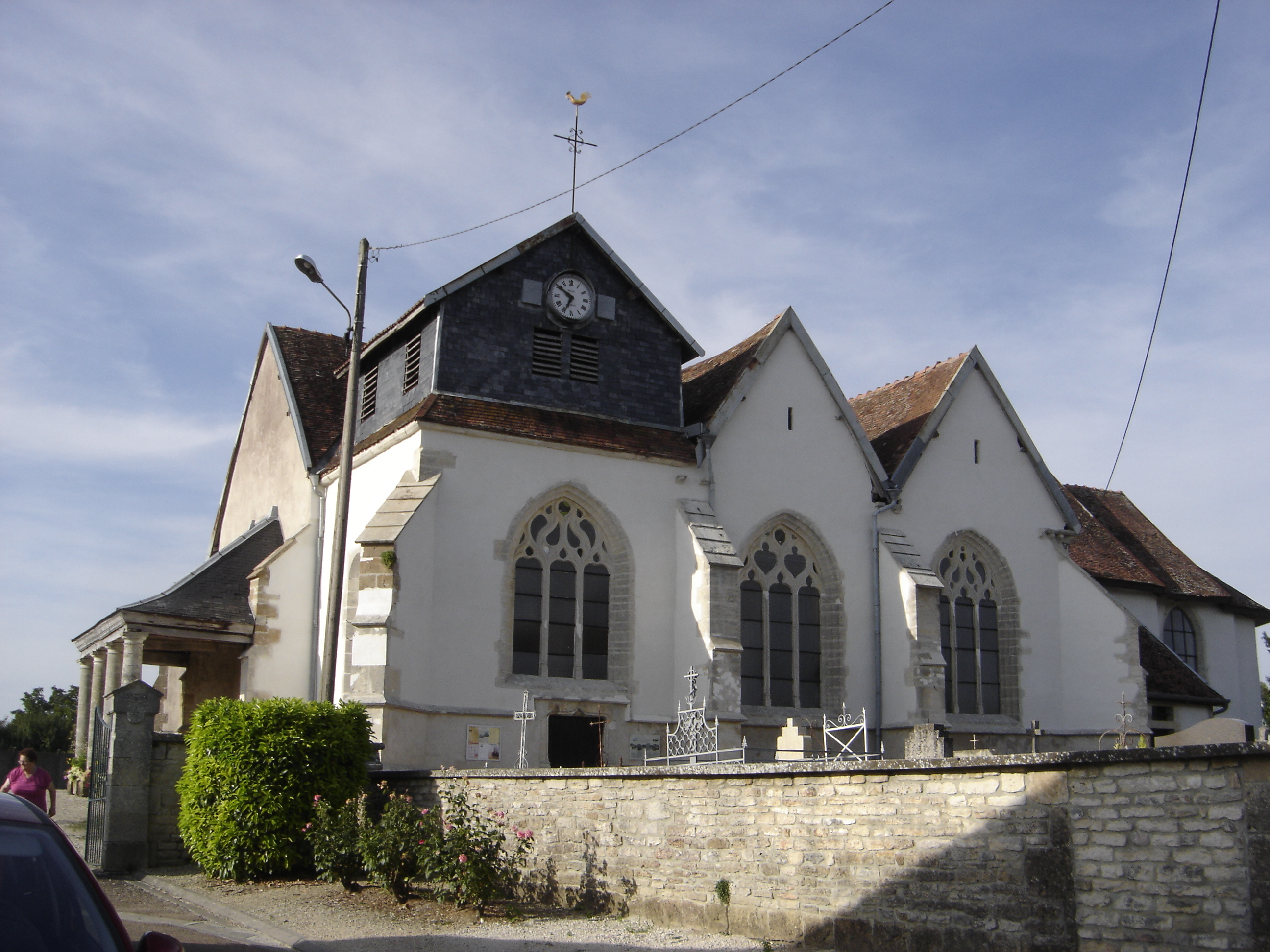
Kościół w Radonvilliers, 2009